# Caralluma lamellosa
Caralluma lamellosa är en oleanderväxtart som beskrevs av Michael George Gilbert och Thulin. Caralluma lamellosa ingår i släktet Caralluma och familjen oleanderväxter. Inga underarter finns listade i Catalogue of Life.